# Mari Gilbert
Pour les articles homonymes, voir Gilbert.
Mari Gilbert, née le 22 juin 1964 à Jersey City (New Jersey, États-Unis) et morte le 23 juillet 2016 à Ellenville, est une militante américaine et défenseure de victimes de meurtre[réf. nécessaire].

## Biographie
Mari Gilbert naît le 22 juin 1964 à Jersey City, dans le New Jersey, de John W. Cox Sr. et Junerose C. Gran,. Elle a quatre filles, Shannan, Sarra, Sherre, and Stevie, puis quitte leur père pour s’installer avec elles à Ellenville. Elle travaille comme manager au Walmart de Middleton, à une centaine de kilomètres au Nord de New York.

### Disparition de sa fille Shannan
En mai 2010, sa fille de 24 ans, Shannan, qui travaillait comme escort, disparaît à Long Island après avoir pris rendez-vous avec un homme, Joseph Brewer, sur Craigslist. Le soir de sa disparition, elle appelle le 911 depuis le domicile de Brewer et est vue avoir un comportement étrange et frapper à l’aide aux portes des voisins de Brewer.
En décembre 2010, un détective qui s’entraînait à Gilgo Beach retrouve des restes humains, qui cependant ne correspondent pas à Shannan Gilbert. D’autres corps sont découverts dans les mois suivants, tous avec des profils ressemblant à Shannan Gilbert : des escorts avec un physique similaire et qui postaient leurs annonces sur Craigslist. Les enquêteurs pensent à un tueur en série, mais n’incluent pas Shannan dans les victimes, puisque son corps n’a pas été retrouvé. Mari Gilbert espère encore que sa fille est vivante.
Le 13 décembre 2011, un an après la découverte du premier corps, les restes de Shannan Gilbert sont retrouvés dans un marécage à Oak Beach, tout près de l’endroit où elle a été vue pour la dernière fois. La police pense initialement que Shannan Gilbert est morte d’une noyade accidentelle, sans rapport avec les crimes du tueur en série de Long Island. Mari Gilbert conteste cette conclusion et se bat pour que l’affaire soit rouverte comme meurtre présumé. L’enquête conduit à la découverte de dix victimes d’homicide dispersées le long d’Ocean Parkway. Une autopsie indépendante demandée par la famille de Shannan Gilbert trouve plus tard des signes d’un meurtre par étranglement, mais ne peut conclure avec certitude quant au meurtre,.

### Meurtre
Le 23 juillet 2016, alors que Mari Gilbert rend visite à sa fille Sarra souffrant de schizophrénie, comme elle le fait régulièrement, Sarra est prise d’un épisode psychotique. Mari Gilbert tente d’intervenir, mais Sarra la poignarde à mort,. Un rapport affirmera plus tard qu’elle « avait des voix dans sa tête lui disant de commettre le crime »,. Elle est accusée de meurtre au deuxième degré et possession d’une arme au quatrième degré, est reconnue coupable de meurtre et condamné à 25 ans de prison en août 2017, malgré les protestations de son avocat disant qu’elle aurait plus sa place dans un hôpital psychiatrique,. Sous couvert d’anonymat, un juré affirme au Daily Freeman que « [le jury pense] qu’elle a des troubles mentaux mais qu’elle était aussi consciente de ce qu’elle faisait ».

## Dans la culture populaire
En 2020, Netflix produit un film original, Lost Girls, de Liz Garbus, qui retrace le combat de Mari Gilbert pour l’enquête sur la mort de sa fille. Son rôle est interprété par Amy Ryan.